# Philip Adolph Finck
Philip Adolph Finck, född 1788, död 17 juli 1835 i Stockholm, var en svensk modellör vid Rörstrands porslinsfabrik. Han var son till sadelmakaren Johan David Finck och Anna Christina Wolff. 